# Jeffrey Bub
Jeffrey Bub (1942) é um físico e filósofo da física, professor da Universidade de Maryland.

## Formação e carreira
Obteve o bacharelado em matemática pura e física na Universidade da Cidade do Cabo. Uma bolsa de estudos o permitiu trabalhar no Birkbeck College com David Bohm, que teve profunda influência intelectual sobre seu trabalho. Bub obteve um PhD em física matemática na Universidade de Londres em 1966, orientado por David Bohm. Antes de assumir o cargo de professor na Universidade de Maryland em 1986, trabalhou na Universidade de Minnesota, Universidade Yale, Universidade de Tel Aviv e Universidade de Western Ontario. 
Em 1998 seu livro Interpreting the Quantum World recebeu o Prêmio Lakatos.
Bub publicou mais de 100 artigos científicos; os primeiros foram três artigos em parceria com David Bohm, publicados em 1966 e 1968.

## Publicações
Livros
- Jeffrey Bub: Bananaworld: Quantum Mechanics for Primates, Oxford University Press, 2016, ISBN 978-0-19-871853-6
- Jeffrey Bub: Interpreting the Quantum World, Cambridge University Press, 1997,[4] ISBN 978-0-521-65386-2 (revised paperback edition, 1999) – Review by Kent A. Peacock
- Jeffrey Bub: The Interpretation of Quantum Mechanics (The Western Ontario Series in Philosophy of Science), Springer, 1974, ISBN 978-90-277-0465-8
- Jeffrey Bub: Totally Random:Why Nobody Understands Quantum Mechanics (A Serious Comic on Entanglement). [S.l.]: Princeton University Press. 2018. ISBN 9780691176956

Outros
- William Demopoulos e Itamar Pitowsky (Eds.): Physical Theory and its Interpretation: Essays in Honor of Jeffrey Bub, Springer, 2006, ISBN 1-4020-4875-0